# ویتری-سور-ارن
ویتری-سور-ارن (به فرانسوی: Vitry-sur-Orne) یک کمون در فرانسه است که در Canton of Moyeuvre-Grande واقع شده‌است.

## خصوصیات
ویتری-سور-ارن ۷٫۶۱ کیلومترمربع مساحت و ۲٬۵۷۰ نفر جمعیت دارد.